# Røde
Røde Microphones – australijskie przedsiębiorstwo z siedzibą w Sydney. Zajmuje się produkcją profesjonalnych mikrofonów, jak i akcesoriów do nich, założone przez Henry’ego i Astrid Freedman w 1967 roku w Australii. Mikrofony Røde wykorzystywane są m.in. przez profesjonalne studia nagrań oraz wokalistów.
W 1994 roku producent rozpoczął eksport produktów do Stanów Zjednoczonych Ameryki. Obecnie produkty są eksportowane do ponad 140 państw.

Właściciel przedsiębiorstwa kupił w 2020 roku gitarę elektroakustyczną Kurta Cobaina z koncertu Nirvana MTV Unplugged 18 listopada 1993 roku.

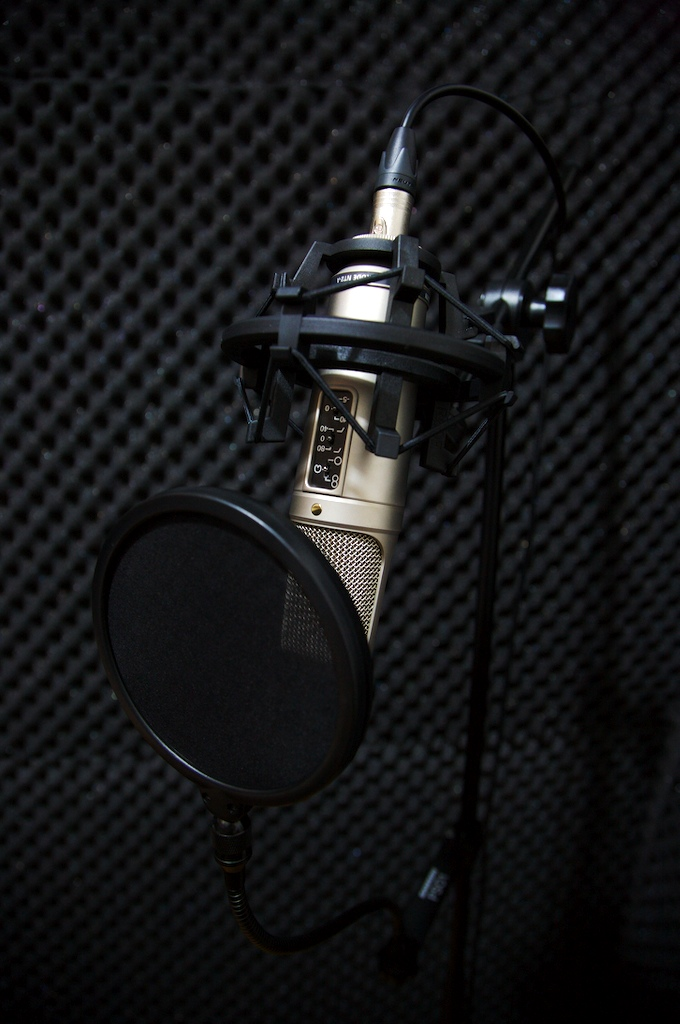
Røde NT2-A – mikrofon studyjny

## Popularne mikrofony
- Seria Røde Videomic dla amatorskich twórców filmów
- Seria Røde NTG (NTG1, NTG2, NTG3, NTG4, NTG4+, NTG8) do zastosowań w filmie i telewizji
- Seria Røde NT-usb do zastosowań studyjnych
- Seria Røde M do występów na żywo